# Постумија ди Поненте (Падова)
Постумија ди Поненте је насеље у Италији у округу Падова, региону Венето.
Према процени из 2011. у насељу је живело 106 становника. Насеље се налази на надморској висини од 55 м.